# Ope IF
Ope IF, grundad den 30 januari 1922, är en idrottsförening i Ope i Östersund vars främsta verksamhet är fotboll, där herrarna spelat i Sveriges näst högsta division och damerna i högsta på 1970- och 1980-talen. Även bandy, nordisk skidsport och sportgymnastik har utövats, och fram till 1933 hette klubben "Ope skidlöparklubb".

## Grenar
I bandy har Ope IF spelat i Sveriges näst högsta serie. 1974 bildades Östersunds BS, som tog över bandyn.

### Fotboll
Ope IF:s herrar spelar till och från i Division 3 respektive Division 4 Jämtland/Härjedalen sedan slutet av 1990-talet. Hemmaplan är Torvallens IP nära byn Ope, mellan centrala Östersund och Brunflo. Ope IF:s storhetstid var under 1970-talets mitt och första halvan av 1980-talet då laget spelade i Division II, som då låg närmast under Allsvenskan, och var vid några få tillfällen ett topplag i denna men slutade som bäst på åttonde plats 1981. 1993 spelade Ope sin totalt tionde säsong i andradivisionen, som då hette Division 1, men sejouren blev endast ettårig.
Ope IF:s damer har sedan 2012 inte varit längre ner än Division 2 eller högre än Division 1 i nuvarande seriesystem. År 1976 blev laget SM-silvermedaljörer, och returmötet i finalen mot Jitex BK lockade närmare 2 000 åskådare på Torvallens IP. När serie-/divisionssystem för damer infördes 1978 var Ope ett av lagen i Sveriges högsta division och spelade i denna till och med 1984, med totalt 114 spelade matcher (varav 57 vunna).
Föreningen har en omfattande ungdomsverksamhet båda vad gäller pojkar och flickor. Föreningen har fostrat många egna spelare genom årens lopp och som flera gånger har kommit upp till andra fotbollsföreningar i Allsvenskan och även spelat i svenska landslaget.
Föreningens ständiga antagonist i herrfotbollssammanhang har varit IFK Östersund. De lokala derbymatcherna mellan dessa lag drog ofta en publik kring 3 000–4 000 åskådare.
1996/1997 bestämde sig klubbarna i Ope IF, IFK Östersund och Östersund/Torvalla FF att göra en gemensam elitsatsning på fotbollen i en ny förening som fick namnet Östersunds FK. Ope IF överlät då sin plats i seriesystemet Division 2 Norrland till Östersunds FK. Östersund/Torvalla FF drog sig ur seriesystemet i Division 4 och överlät sin plats till Ope IF vilket gjorde att den föreningen upphörde. En liknande satsning skapade Östersunds DFF 2001 på damsidan, vars A-lag (verksamt fram till och med 2017) spelade fem säsonger på andradivisionsnivå.
Föreningens ekonomi har alltid varit stabil, och ska under 1970- och 80-talen ha varit en av landets rikaste, genom att man har drivit Furuparken utanför Östersund där det har anordnats dans och bingo.

### Fotnoter
1. 1 2  Erland Lithner. ”Historik”. Ope IF. Arkiverad från originalet den 9 december 2021. https://web.archive.org/web/20211209003223/https://www.opeif.se/Historik. Läst 27 december 2021.
2. ↑  "Snart 43 år sedan Opes jätteskräll – gick till SM-final och lockade rekordpublik"[död länk], ÖP 2019-05-10.
3. ↑  Jimmy Lindahl (26 februari 2004). ”Maratontabell för högsta damserien 1978-2003”. Bolletinen. http://www.bolletinen.se/sfs/pdf/stat_d_maraton_1978_2003_maratontab_f_hogsta_damserien.pdf. Läst 13 oktober 2013.
4. ↑  ”Om ÖFK – Östersunds FK”. ostersundsfk.se. https://ostersundsfk.se/om-ofk/. Läst 27 december 2021.